# Louis-Désiré Morel
Pour les articles homonymes, voir Morel (patronyme).
Louis-Désiré Morel (né le 30 octobre 1880 à Houthem et décédé le 6 juin 1971 à Scheut) est un prêtre catholique romain, missionnaire, scheutiste, archevêque de Suiyuan.

## Biographie
Louis-Désiré Morel est le huitième des quinze enfants de la famille d'Apollinaire-René Morel (Houthem, 4 septembre 1840—12 décembre 1908) et de Marie Vernon. Apollinaire était maître d'école et greffier de la mairie de Houthem.
Après avoir terminé les sciences humaines au Collège Saint-Vincent d'Ypres, Louis rejoint les Scheutistes et est ordonné prêtre en 1905. En 1906, il part pour la république populaire de Chine. En 1930, il rejoint le diocèse de Sui-Yuan. En 1932, il devient président du tribunal qui devait faire un rapport sur les croyants martyrisés lors de la rébellion des Boxers. Morel a préparé le rapport final des résultats. En 1938, il est nommé vicaire apostolique et consacré évêque. En 1946, il est nommé archevêque de Sui-Yuan. En 1951, il démissionne en faveur d'un successeur chinois et quitte la république populaire de Chine.
De retour en Europe, il participe aux différentes sessions du concile Vatican II. De retour en Belgique, il est chargé par le Vatican d'essayer de réconcilier les stévenistes restants avec l'Église. Il réussit largement, même si quelques petits groupes restent réticents à renoncer à leur indépendance.

## Publications
- Nos martyrs de Chine, Bruxelles, 1961.